# Nanna Vainio

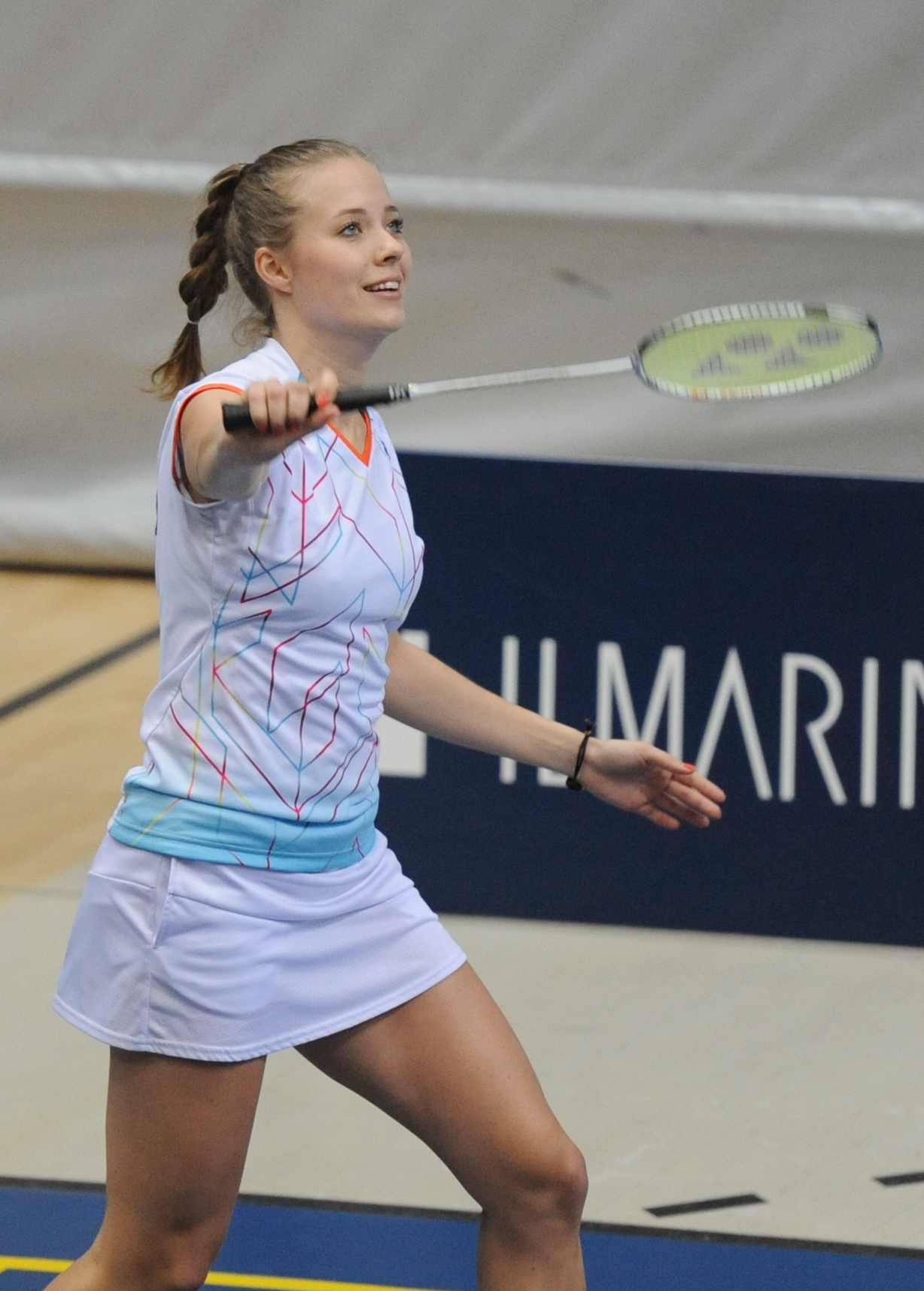
Nanna Vainio

Nanna Vainio (* 29. Mai 1991 in Ekenäs) ist eine finnische Badmintonspielerin.

## Karriere
Nanna Vainio gewann nach zwei nationalen Juniorentiteln noch als Nachwuchsspielerin 2009 ihre ersten Meistertitel bei den Erwachsenen in Finnland, wobei sie im Dameneinzel erfolgreich war. Weitere Titelgewinne folgten 2010 und 2011 im Dameneinzel.

## Sportliche Erfolge
| Saison | Veranstaltung                                | Disziplin   | Platz | Name                             |
| ------ | -------------------------------------------- | ----------- | ----- | -------------------------------- |
| 2007   | Finnland: Einzelmeisterschaften der Junioren | Dameneinzel | 1     | Nanna Vainio                     |
| 2007   | Finnland: Einzelmeisterschaften der Junioren | Mixed       | 1     | Marko Pyykönen / Nanna Vainio    |
| 2009   | Finnland: Einzelmeisterschaften der Junioren | Mixed       | 1     | Kai Vesikallio / Nanna Vainio    |
| 2009   | Finnland: Einzelmeisterschaften              | Dameneinzel | 1     | Nanna Vainio                     |
| 2010   | Finnland: Einzelmeisterschaften der Junioren | Mixed       | 1     | Kasper Lehikoinen / Nanna Vainio |
| 2010   | Finnland: Einzelmeisterschaften der Junioren | Dameneinzel | 1     | Nanna Vainio                     |
| 2010   | Finnland: Einzelmeisterschaften              | Dameneinzel | 1     | Nanna Vainio                     |
| 2011   | Slovenia International                       | Dameneinzel | 2     | Nanna Vainio                     |
| 2011   | Finnland: Einzelmeisterschaften              | Dameneinzel | 1     | Nanna Vainio                     |
| 2012   | Finnland: Einzelmeisterschaften              | Dameneinzel | 1     | Nanna Vainio                     |
| 2012   | Finnland: Einzelmeisterschaften              | Damendoppel | 1     | Nanna Vainio / Airi Mikkelä      |
| 2015   | Finnland: Einzelmeisterschaften              | Dameneinzel | 1     | Nanna Vainio                     |
| 2016   | Finnland: Einzelmeisterschaften              | Dameneinzel | 1     | Nanna Vainio                     |